# Единадесета пехотна дивизия
 Тази статия е за българската военна част.  За руската вижте Единадесета пехотна дивизия (Русия).  
Единадесета пехотна дивизия е българска военна част, формирана през Балканската война (1912 – 1913).

## Формиране
Единадесета пехотна дивизия е формирана в Свиленград на 10 октомври 1912 г. с телеграма от щаба на действащата армия, под името Единадесета пехотна сборна дивизия. В състава ѝ влизат 1, 6, 25 и 26 опълченски дружини и 3, 11, 12, 15, 23, 25, 27, 29, 30, 32, 35 и 36 допълваща дружини. Дивизията влиза в състава на 2-ра армия. По-късно се обявява бойното разписание на дивизията, която се състои от 2 пехотни бригади, като в първата влизат 55-и и 56-и пехотни полкове, а във втората 57-и и 58-и пехотни полкове. След Междусъюзническата война, на 25 август 1913 година дивизията е разформирована..
По време на участието на България в Първата световна война е формирана Единадесета македонска дивизия, а по време на Втората световна война, през 1939 – 1945 година отново е формирана дивизия с номер 11, която участва и във войната срещу Германия 1944 – 1945 г.

## Балканска война (1912 – 1913)
През Балканската война (1912 – 1913) дивизията участва в обсадата на Одрин и има следното командване и състав:

### Командване и състав
Щаб на дивизията
- Началник на дивизията – от Генералния щаб, генерал-майор Вълко Велчев
- Началник на щаба на дивизията – От Генералния щаб, майор Иван Вълков
- Командир на 1-ва бригада – полковник Стоян Абрашев
- Началник на щаба на 1-ва бригада – капитан Иван Кирпиков
  - Командир на 55-и пехотен полк – подполковник Ганчо Георгиев
  - Командир на 56-и пехотен полк – подполковник Никола Буюклиев
- Командир на 2-ра бригада – полковник Г. Клисуров
- Началник на щаба на 2-ра бригада – капитан Н. Стоянов
  - Командир на 57-и пехотен полк – подполковник Влайко Байчев
  - Командир на 58-и пехотен полк – подполковник Стефан Панайотов
- Командир на 11-и не с.с. артилерийски полк – подполковник Йеротей Сирманов
- Командир на 1/2 пионерна рота – капитан Еким Андреев

### Числен състав
| 55 пп                                             | 56 пп                                             | 57 пп                                             | 58 пп                                             | 11 не с. с. ап      | 1/2 пр              |
| ------------------------------------------------- | ------------------------------------------------- | ------------------------------------------------- | ------------------------------------------------- | ------------------- | ------------------- |
| 26 офицери 3444 долни чинове 4 дружини 3446 пушки | 18 офицери 2438 долни чинове 4 дружини 3500 пушки | 21 офицери 3070 долни чинове 3 дружини 2680 пушки | 11 офицери 1831 долни чинове 3 дружини 2590 пушки | 5 батареи 30 оръдия | ½ дружини 250 пушки |

Общо в дивизията: 14½ дружини, 5 батареи, 12466 пушки, 30 оръдия

## Първа световна война (1915 – 1918)
През Първата световна война (1915 – 1918) дивизията влиза в състава на 2-ра армия и има следното командване и състав:

### Командване и състав
Щаб на дивизията
- Началник на дивизията – полковник Кръстьо Златарев
- Началник на щаба на дивизията – от Генералния щаб, подполковник Петър Дървингов
- Старши адютант – майор Димитър Добруджански
- Младши адютант – капитан Владимир Николов
- Офицер за поръчки – капитан Иван Халачев
- Артилерийска част
  - Началник на артилерията – полковник Дворянов
- Интендантство
  - Дивизионен интендант – подполковник Христо Иванов
  - Помощници на интенданта – майор Марко Сирманов, гражд. чиновник Димитър Коцев
  - Дивизионен продоволствен транспорт – майор Константин Минков
  - Интендантска рота – майор Вергов
  - Разходен магазин – майор Иван Йонков
- Инженерна част
  - Дивизионен инженер и командир на 11-а пионерна дружина – военен инженер подполковник Константин Йотов
- Санитарна част
  - Дивизионен лекар – санитарен майор д-р Петър Кушев
- Ветеринарна част
  - Ветеринарен дивизионен лекар – санитарен поручик Григор Гърличков
- Съдебна част
  - Председател на полковия военен съд – полковник Димитър Жостов
  - Прокурор на полковия военен съд – капитан Боян Стоянов
  - Помощник-прокурор на полковия военен съд – поручик Илия Грудов
  - Следовател – поручик Никола Панов
- Етапна линия
  - Начален етап – поручик Стефан Велчев
  - Междинен етап – майор Шойлев
  - Преден етап – майор Угренов
- Военна поща – чиновник Димитър Димов
- Командир на 11-и дивизионен ескадрон (от 4-ти конен полк) – майор Ангел Йотов

Първа бригада
- Командир на бригадата – полковник Тилю Колев
- Началник на Щаба на бригадата – от Генералния щаб, майор Борис Стрезов
  - Командир на 1-ви пехотен македонски полк – полковник Димитър Мурджиев
  - Командир на 2-ри пехотен македонски полк – подполковник Никола Дагарадинов

Втора бригада
- Командир на бригадата – полковник Григор Кюркчиев
- Началник на Щаба на бригадата – от Генералния щаб, капитан Велко Кръстев
  - Командир на 3-ти пехотен македонски полк – от Генералния щаб, подполковник Атанас Хумбаджиев
  - Командир на 4-ти пехотен македонски полк – подполковник Георги Генчев

Трета бригада
- Командир на бригадата – полковник Александър Протогеров
- Началник на Щаба на бригадата – от Генералния щаб, капитан Тодор Радев
  - Командир на 5-и пехотен македонски полк – от Генералния щаб, подполковник Борис Дрангов
  - Командир на 6-и пехотен македонски полк – подполковник Пею Банов

Части придадени към дивизията
- Командир на 11-о нескорострелно артилерийско отделение (от 4-ти арт. полк) – майор Христо Димитров
- Командир на 8-о нескорострелно артилерийско отделение – подполковник Георги Божинов
- Командир на 11-а пионерна дружина – подполковник Константин Йотов

### Боен път
В началото на Първата световна война (1915 – 1918), през август 1915 година се формира кадрова дивизия, която на 10 септември същата година се преименува на Единадесета пехотна македонска дивизия. На 15 октомври 1918 се разформира, като до 1923 година действа Ликвидационен щаб.

## Наименования
През годините дивизията носи различни имена според претърпените реорганизации:
- Единадесета пехотна сборна дивизия (10 октомври 1912 – 25 август 1913)
- Кадрова дивизия (22 август 1915 – 12 септември 1915)
- Единадесета пехотна македонска дивизия (12 септември 1915 – 15 октомври 1918)
- Единадесета пехотна дивизия (1939 – 1945) - След края на военните действия през юни 1945 г. 11-та пехотна дивизия е разформирована.[6]

## Началници
Званията са към датата на заемане на длъжността.
| №  | звание        | име               | дати                     |
| -- | ------------- | ----------------- | ------------------------ |
| 1. | Генерал-майор | Вълко Велчев      | 13 октомври 1912 – 1912  |
| 2. | Полковник     | Васил Делов       | 1912 – 1913              |
| 3. | Полковник     | Кръстю Златарев   | 15 септември 1915 – 1918 |
|    | Генерал-майор | Ангел Доцев       | 1944 – 1945              |
|    | Полковник     | Тодор Джонев      | 1945 – 1945              |
|    | Полковник     | Стефан Таралежков | 1945 – 1946?             |